# Fuentearmegil
Fuentearmegil település Spanyolországban, Soria tartományban. Fuentearmegil Burgo de Osma-Ciudad de Osma, San Esteban de Gormaz, Alcubilla de Avellaneda, Espeja de San Marcelino, Santa María de las Hoyas és Nafría de Ucero községekkel határos. Lakosainak száma 150 fő (2024).

## Népesség
A település népessége az elmúlt években az alábbi módon változott:
| Lakosok száma | 332  | 291  | 255  | 247  | 219  | 203  | 187  | 178  | 154  | 150  |
|               | 2001 | 2004 | 2007 | 2009 | 2012 | 2014 | 2017 | 2019 | 2022 | 2024 |